# Medal „Za obronę Sewastopola”
Medal „Za obronę Sewastopola” (ros. Медаль «За оборону Севастополя») – radzieckie odznaczenie wojskowe.
Medal „Za obronę Sewastopola” został ustanowiony dekretem Prezydium Rady Najwyższej ZSRR z 22 grudnia 1942 roku, jednocześnie zatwierdzono statut i opis odznaki, nieco zmienione w 1943 roku. 

## Zasady nadawania
Medalem tym byli nagradzani wszyscy uczestnicy obrony Sewastopola podczas II wojny światowej w okresie od 5 listopada 1941 do 4 lipca 1942 roku, głównie żołnierze Armii Czerwonej, Floty Czerwonej i wojsk NKWD. Odznaczano także osoby cywilne biorące udział w bezpośredniej obronie, bądź też w szeroko rozumianych przedsięwzięciach obronnych. 
Łącznie Medalem „Za obronę Sewastopola” nagrodzono ok. 52 540 osób (stan na 1995 rok). Odznaczano nim też instytucje, np. gazetę "Krymskaja Prawda".

## Opis odznaki
Odznaka medalu to wykonany z mosiądzu krążek o średnicy 32 mm. Na awersie w kole o średnicy 22 mm umieszczono popiersie marynarza, za nim czerwonoarmisty, z lewego profilu. W dolnej części obwódki, spod koła wystaje kotwica, w górnej końce dwóch skrzyżowanych luf armatnich i pomiędzy nimi pięcioramienna gwiazda. Na obwódce, dookoła medalu znajduje się napis: ЗА ОБОРОНУ * СЕВАСТОПОЛЯ (pol. „ZA OBRONĘ * SEWASTOPOLA”). Na rewersie znajduje się symbol ZSRR – sierp i młot oraz pod nim napis: ЗА НАШУ / СОВЕТСКУЮ / РОДИНУ (pol. „ZA NASZĄ RADZIECKĄ OJCZYZNĘ”). Wszystkie napisy i rysunki są wypukłe. Autorem projektu był malarz N. Moskalew. Początkowo medal miał być wykonany z nierdzewnej stali.
Medal jest zawieszony na metalowej pięciokątnej blaszce obciągniętej wstążką koloru oliwkowego szerokości 24 mm z wąskim granatowym paskiem szerokości 2 mm pośrodku.
Medal noszony był na lewej piersi, w kolejności po medalu „Za obronę Odessy”.